# Закон противоречия
Закон противоречия (закон непротиворечия) — закон логики, который гласит, что два несовместимых суждения не могут быть одновременно истинными; по крайней мере одно из них необходимо ложно. Согласно традиции этот закон принято называть законом противоречия. Однако название — закон непротиворечия — точнее выражает его действительный смысл. Логическое мышление характеризуется непротиворечивостью. Противоречия разрушают мысль, затрудняют процесс познания. Требование непротиворечивости мышления выражает формально-логический закон непротиворечия.
В символической записи:
{\displaystyle \neg (P\wedge \neg P}) 
неверно, что Р и не-Р одновременно истинны
где:
- «Р» — любое суждение;
- «{\displaystyle \wedge }» — знак конъюнкции (И);
- «{\displaystyle \neg }» — знак отрицания.

Закон противоречия является фундаментальным логическим законом, на котором построена вся современная математика. Его отрицание является тавтологией классической логики, а также большинства неклассических логик, в том числе интуиционистской логики. Всё же существуют нетривиальные логические системы, в которых он не соблюдается, например, логика Клини.